# Maniac Cop 2
Maniac Cop 2 es una película de terror y acción estadounidense de 1990 dirigida por William Lustig y escrita por Larry Cohen. Protagonizada por Robert Davi, Claudia Christian, Michael Lerner y Bruce Campbell, es la secuela de Maniac Cop (1988).

## Argumento
Tras ser empalado por un tubo y sumergirse en un río al final de la película anterior, Matt Cordell se hace con un coche de policía que iba a ser desguazado  y continúa su serie de asesinatos a través de la ciudad de Nueva York. Luego de encontrar una tienda de conveniencia en el medio de un robo, mata a un empleado; el ladrón es asesinado posteriormente en un tiroteo con la policía. Como Cordell acecha las calles, sus enemigos los agentes Jack Forrest y Theresa Mallory vuelven al servicio activo por decisión del comisario adjunto Edward Doyle tras ser sometidos a una evaluación psiquiátrica por la agente Susan Riley. Mientras que Jack es consciente de que Cordell es cosa del pasado y quiere seguir con su vida, Teresa está convencida de que Cordell sigue vivo y planea vengarse de ellos.
En un puesto de periódicos, Jack es apuñalado en el cuello por Cordell, que deja Theresa angustiada y le pide aparecer en un programa de entrevistas para informar al público acerca de Cordell, como la policía han mantenido supuesto retorno de Cordell encubierto, el comisionado Doyle participó en originalmente enmarcar Cordell y enviándolo a Sing Sing. Mientras va a un hotel en un taxi, Theresa se une a Susan, y los dos son atacados por Cordell, que mata al taxista y obliga a Susan y Teresa de la carretera. Tras esposar a Susan al volante de un coche y enviarla a las calles concurridas, Cordell mata a Theresa rompiéndole el cuello. Haciéndose con el control del coche, Susan se estrella, es encontrada y se le presta atención médica.
En otros lugares, una estríper llamada Cheryl es atacada en su apartamento por Steven Turkell, que ha estrangulado al menos a otros seis bailarines exóticos. Como Turkell embrutece Cheryl, Cordell llega, dispone de un par de oficiales de llamadas antes de Cheryl, y ayuda Turkell escape. Agradecido por la ayuda, Turkell se hace amigo de Cordell y se lo lleva a su apartamento, donde Cordell permanece por un corto tiempo. Después deja Cordell, Turkell va a buscar otra víctima, pero se identifica a un club de estriptis de Cheryl. Es arrestado y puesto en una celda de detención de Susan y el detective teniente Sean McKinney.
Turkell se burla de Susan, diciéndole Cordell será sacarlo. La suposición de Turkell resulta correcta, como Cordell se rompe en la comisaría y masacra a la mayor parte de la fuerza policial en una lluvia de disparos. El uso de Susan como rehén, Turkell, Cordell, y otro criminal llamado José Blum secuestrar un autobús de la prisión y la cabeza a Sing Sing, donde Turkell cree que Cordell quiere liberar a todos los presos y crear un ejército de criminales. McKinney y Doyle seguir, y McKinney convence Doyle para reabrir el caso de Cordell y enterrar el ataúd con todos los honores con la suposición de que eso va a apaciguar a Cordell.
Cordell fanfarronea a su manera en la prisión mediante trámites de Blum, y los otros a matar a un guardia para sus llaves. Poco después de entrar en corredor de la muerte, Cordell se pone en contacto sobre la prisión de megafonía por Doyle, quien admite que Cordell que se creó y afirma que su caso ha sido reabierto. Después de escuchar el anuncio de Doyle, Cordell abandona Turkell, Blum, y Susan y se dirige más en la prisión, donde es atacado con una bomba molotov por los tres reclusos que originalmente lo mutilaron. Aunque las llamas lo queman, Cordell mata a los tres condenados y agrede a los demás prisioneros, sólo para ser atacado por Turkell, quien se da cuenta de que Cordell lo ha utilizado. Mientras luchan, ambos atraviesan una pared, caen en el autobús y, aparentemente, mueren cuando estallan los vehículos.
Tiempo después, Cordell será enterrado con todos los honores junto a otros oficiales caídos, y Susan y McKinney asisten a su funeral. Cuando se baja el ataúd de Cordell, McKinney lanza un pase de Cordell a la tumba, se va con Susan, y entrega un monólogo sobre cómo hay un poco de Cordell en todos los oficiales, y que todos los miembros de la fuerza tiene que elevarse por encima de convertirse en "Maniac Cop". Antes de que finalicen los créditos, la mano de Cordell irrumpe a través de la tapa de su ataúd y toma su insignia.

## Reparto
- Robert Davi como Teniente Detective Sean McKinney
- Claudia Christian como Oficial Susan Riley
- Michael Lerner como Comisionado Adjunto Edward Doyle
- Bruce Campbell como Oficial Jack W. Forrest, Jr.
- Laurene Landon como Oficial Theresa Mallory
- Robert Z'Dar como Oficial Matthew Cordell
- Clarence Williams III como Joseph T. Blum
- Leo Rossi como Steven Turkell
- Paula Trickey como Cheryl
- Sam Raimi como Presentador de noticias
- Danny Trejo como Prisionero

## Lanzamiento
Maniac Cop 2 fue lanzado directo a vídeo en los Estados Unidos.
Blue Underground dio a la película un lanzamiento limitado en cines estadounidenses en octubre de 2013, la cual fue seguido por el Blu-ray y DVD lanzado el 19 de noviembre de 2013.